# Carl Roys
Carl Roys, auch als Karl Roy und Carl Roy bekannt (* 30. Oktober 1884 in Gams, Kanton St. Gallen, Schweiz; † im 20. Jahrhundert) war ein schweizerisch-deutscher Maler und Filmarchitekt beim deutschen Film während des Zweiten Weltkriegs.

## Leben
Schon seit jungen Jahren in Deutschland ansässig, erhielt Roys seine Ausbildung an der Akademie und der Hochschule für Bildende Künste. Von 1915 bis 1918 diente er, inzwischen naturalisierter Deutscher, im Ersten Weltkrieg. Wieder zurück im Zivilleben, begann Roys ab 1923 als Theatermaler zu arbeiten.
Zum Film stieß er recht spät. Von 1939 bis 1944 gestaltete Roys, meist in Zusammenarbeit mit unterschiedlichen Kollegen, die Kulissen zu einer Reihe von eher minder bedeutenden Unterhaltungsfilmen. Noch kurz vor Kriegsende verschwand er aus dem Blickfeld der Öffentlichkeit.

## Filmografie
- 1939: Das Gewehr über!
- 1939: In letzter Minute
- 1939: Rote Mühle
- 1940: Angelika
- 1941/49: Alles aus Liebe
- 1942: Die Erbin vom Rosenhof
- 1942: Die See ruft
- 1944: Der kleine Muck